# ديفيد هنري ستال
ديفيد هنري ستال (بالإنجليزية: David Henry Stahl)‏ (و. 1920 – 1970 م) هو محام، وقاض من الولايات المتحدة الأمريكية .